# Patrice Pouget
Patrice Pouget (1937-1971) est un directeur de la photographie français.

## Filmographie
Courts métrages
- 1961 : Le Cirque de Calder de Carlos Vilardebó
- 1962 : Montagnes magiques de Robert Enrico
- 1963 : À propos d'un meurtre de Christian Ledieu
- 1965 : … pour un maillot jaune de Claude Lelouch
- 1968 : Mobiles de Carlos Vilardebó
- 1968 : Monsieur Jean-Claude Vaucherin de Pascal Aubier
- 1969 : Le Deuxième Ciel de Louis-Roger

Longs métrages
- 1964 : La Femme spectacle de Claude Lelouch
- 1967 : L'homme qui trahit la mafia de Charles Gérard
- 1967 : Vivre pour vivre de Claude Lelouch
- 1967 : Mamaia de José Varela
- 1968 : La Fille d'en face, de Jean-Daniel Simon
- 1968 : Adélaïde de Jean-Daniel Simon
- 1969 : Ballade pour un chien de Gérard Vergez
- 1969 : Istanbul, mission impossible (Target: Harry) de Roger Corman
- 1970 : Trois hommes sur un cheval, de Marcel Moussy
- 1970 : Ils de Jean-Daniel Simon
- 1970 : Valparaiso, Valparaiso de Pascal Aubier